# Estatua de Nenkheftka
La Estatua de Nenjeftka (o Nenkheftka), conocida también como Estatua de caliza pintada de Nenkheftka, es una escultura tallada hacia el año 2400 a. C., en época del Imperio Antiguo de Egipto.
Es del estilo del arte del Antiguo Egipto, está fabricado de piedra caliza y tiene una altura de 134 centímetros.

## Hallazgo e historia
La escultura procede de la localidad de Deshasha, situada en la provincia de Beni Suef (Egipto), y se encontró en el serdab de la tumba de Nenjeftka, que fue un alto funcionario provincial en la V dinastía de Egipto.
La escultura representa al funcionario y estaba destinado a manifestar su grandeza y acompañarle después de la muerte.

## Conservación
La figura se exhibe de forma permanente en el Museo Británico después de que el Fondo de Exploración de Egipto se la donase. 